# Любово (Старгардський повіт)
Любово (пол. Lubowo) — село в Польщі, у гміні Старґард Старгардського повіту Західнопоморського воєводства. Населення — 130 осіб (2011).
У 1975-1998 роках село належало до Щецинського воєводства.

## Демографія
Демографічна структура станом на 31 березня 2011 року:
|          | Загалом | Допрацездатний вік | Працездатний вік | Постпрацездатний вік |
| -------- | ------- | ------------------ | ---------------- | -------------------- |
| Чоловіки | 71      | 19                 | 44               | 8                    |
| Жінки    | 59      | 12                 | 37               | 10                   |
| Разом    | 130     | 31                 | 81               | 18                   |